# John Coplans

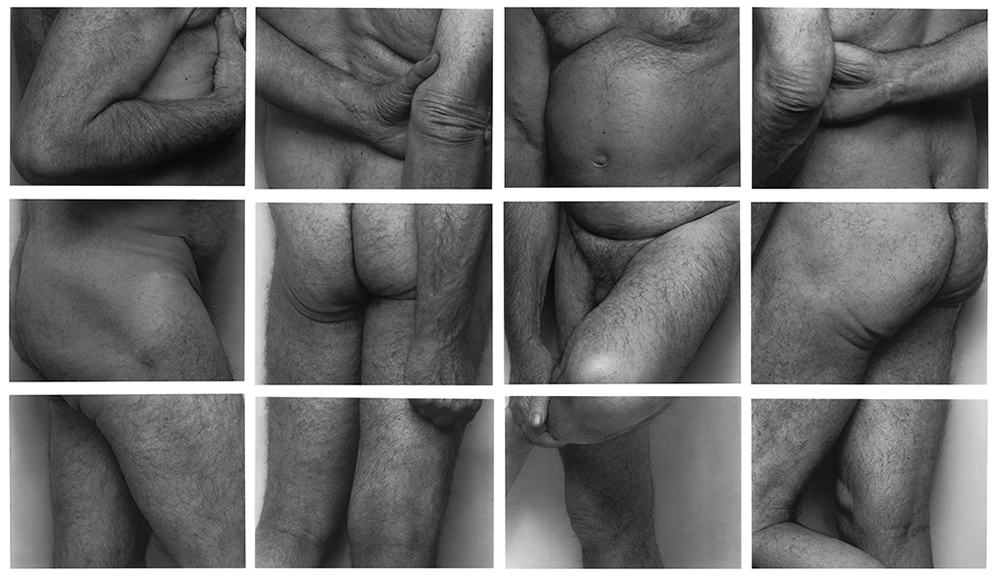
"Frieze, No. 2, Four Panels, 1994".

John Coplans (24 juin 1920 à Londres-21 août 2003 à New York) est un artiste et un photographe britannique qui a émigré aux États-Unis en 1960 et a beaucoup exposé en Europe et en Amérique du Nord.

## Biographie
Il a fait partie de la rédaction de la revue Artforum de 1962 à 1971, et fut rédacteur en chef du magazine de 1971 à 1977. Il fut le directeur de plusieurs musées entre autres, le musée d'art d'Akron, Ohio. En 1980, il s'installe à New York où il commence à se concentrer sur la photographie.
Coplans est célèbre pour sa série d'autoportraits en noir et blanc qui sont des études assez crues du corps nu et vieillissant. Il a photographié son corps sans fioritures, en le découpant en sections, des pieds jusqu'aux mains ridées. Le résultat de treize ans de travail, de 1984 à 1997, est le portrait poétique d'un homme comme entité corporelle, chaque partie devenant l'histoire de l'artiste.

## Expositions
- 1989 30 juin - 3 septembre : John Coplans : autoportraits, Centre de la Vieille Charité, Marseille[1].
- 1990 - 1991 25 novembre 1990 - 20 janvier 1991 : John Coplans : self portrait, hand-foot, Musée Boijmans Van Beuningen, Rotterdam.
- 1994 2 mars - 27 mars : John Coplans : autoportraits, Musée national d'Art moderne, (Centre Georges-Pompidou), Paris[2].
- 2021 - 2022 : John Coplans. La vie des formes ; Fondation Henri-Cartier-Bresson, Paris, 4 octobre 2022 - 15 janvier 2022 ; Le Point du jour, Cherbourg, 30 janvier - 15 mai 2022[3].